# 阿夫倫市鎮
43°5′N 27°44′E / 43.083°N 27.733°E

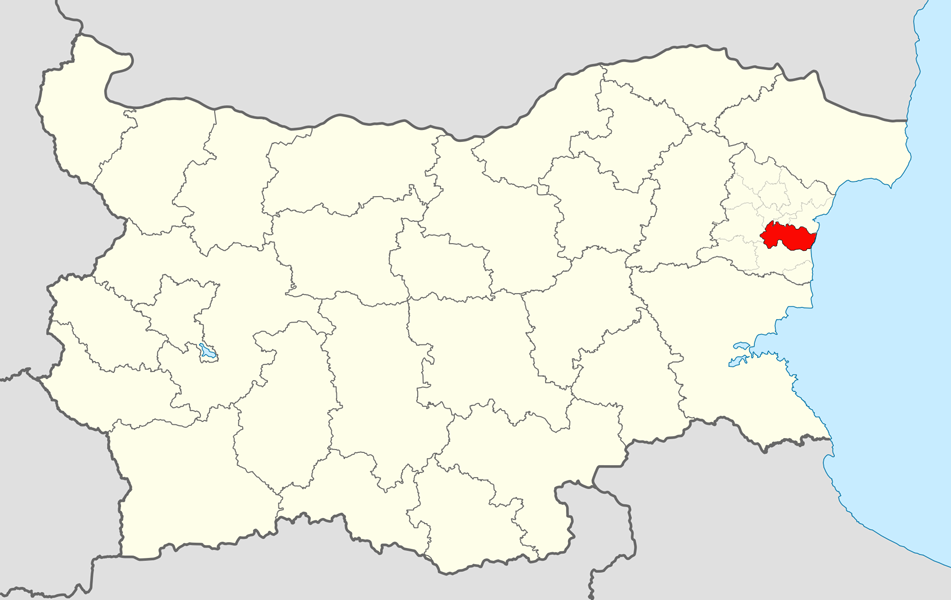

阿夫倫市，是保加利亞的城鎮，位於該國東北部，由瓦爾納州負責管轄，首府設於阿夫倫，面積380平方公里，2009年人口9,089，人口密度每平方公里23.92人。